# فينتشنزو فيلا
فينتشنزو فيلا هو نحات سويسري، ولد في 3 مايو 1820 في Ligornetto ‏ في سويسرا، وتوفي بنفس المكان في 3 أكتوبر 1891.